# هنری گریوز
هِنری گِریِوز جونیور (به انگلیسی: Henry Graves, Jr.) بانک‌دار، سرمایه‌گذار و مجموعه‌دار آمریکایی بود.

## مجموعه هنری
تابلوی آدم و حوا، اثر آلبرشت دورر در مجموعهٔ هنری گِریوز قرار داشت.
ساخت ساعت جیبی بسیار پیچیدهٔ هنری گِریوز، به‌نام «گرِیوز سوپرکامپلیکیشن» توسط پاتک فیلیپ، هشت سال به طول انجامید. ساعت از ۹۰۰ قطعه تشکیل شده و پیچیده‌ترین ساعتی است که بدون استفاده از تجهیزات کامپیوتری تا به امروز ساخته شده‌است.